# Контрибуция
Контрибу́ция (лат. contributio — «всеобщий вклад, общественный сбор средств») — дань, платимая неприятелю; платежи, налагаемые на проигравшее государство в пользу государства-победителя.
Во время войны оплачивается населением занятой территории, по окончании войны — правительством побеждённой страны, и может называться в литературе военной контрибуцией.

## Возникновение

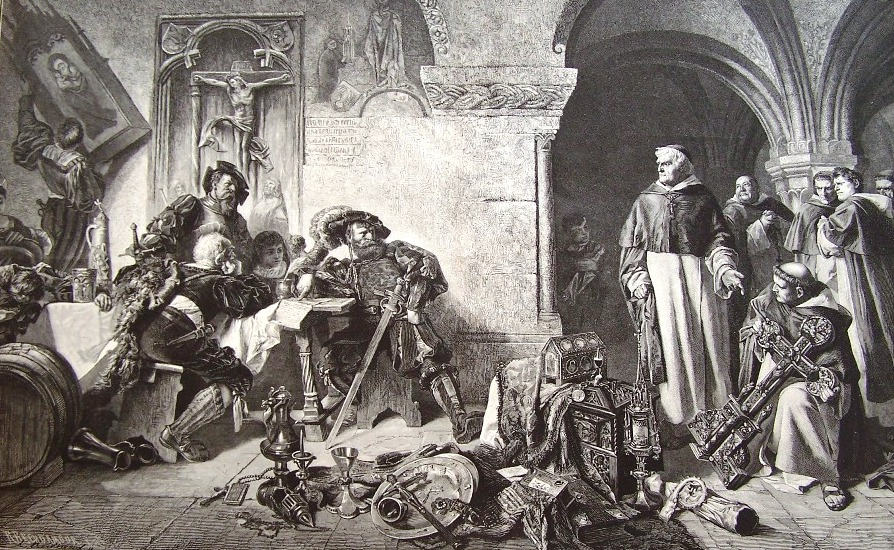
Наложение контрибуции на монастырь.

Возникновение контрибуции относится к древнейшим временам. Это понятие существует столько же веков, сколько ведутся войны. Победившая сторона распоряжалась завоёванными землями по своему усмотрению, в ту эпоху это было безусловное право, вытекающее из факта победы. Чтобы уберечь поселения от разорения, жители откупались деньгами, ценными вещами, невольниками. Завоеватели сами определяли размер, форму и условия выплат (см., например, «Горе побеждённым»), при этом стремясь не только покрыть военные расходы, но и получить значительную сумму поверх того. Контрибуция долгое время являлась не правомерным взиманием компенсации, а грабежом (например, термин нем. Brandschatzung имеет два значения: наложение военной контрибуции и вымогательство, грабёж).

## Описание
Контрибуцией первого типа является взимание с населения завоёванной территории определённой суммы денег во время войны. Кроме денежного оброка, также могла налагаться продуктовая повинность и иные виды дани. По факту, население побеждённой страны полностью содержало вооружённые силы захватчиков. В наше время такие несанкционированные поборы запрещены. Войска должны покупать у населения необходимые товары, либо экспроприировать их с гарантией последующего вознаграждения. Первая попытка защитить во время войны неприкосновенность имущества мирных граждан была сделана в 1785 году. В договоре, заключённом между США и Пруссией, был оглашён принцип неприкосновенности частной собственности. В 1799 году, не найдя применения на практике, его отменили. Только в 1872 году его повторно прописали в трактате между теми же США и Италией, а в 1874 году этот пункт включили в Брюссельскую конференцию. По рассмотрении, контрибуцию ограничили следующими пунктами:
- контрибуция взималась вместо налогов, выплачиваемых населением в мирное время государству;
- в виде доставки требуемых войску товаров натурой;
- в качестве штрафа, заменяющего иную уголовную ответственность (особо в тех случаях, когда преступник не обнаружен или бежал).

В 1899 году эти пункты были рассмотрены Первой Гаагской конференцией мира, а в 1907 году Вторая Гаагская конференция переработала их. Контрибуция теперь имела следующие ограничения:
- если захватчик взимал с населения установленные в государственную пользу налоги, пошлины и иные сборы, то он обязан делать это в соответствии с существующими правилами налогообложения;
- иные денежные взыскания, кроме указанных выше, могли взиматься только на нужды ВС или управления этим краем;
- денежное взыскание не могло налагаться на всё население за деяния отдельных лиц, если в них не могло быть усмотрено солидарной ответственности граждан;
- контрибуции изымались только на основании письменного распоряжения главнокомандующего и под его ответственность; при получении денег выдавалась расписка.

Контрибуции второго типа налагались на правительство побеждённого государства по окончании войны и представляли собой компенсацию победителю его военных издержек. Как правило, победитель желал не только покрыть военные расходы, связанные с завоеванием территории, но и возместить все потери, понесённые в результате войны. Отсюда — крайний произвол при установлении суммы контрибуции. В таком виде она обессмысливалась, так как сама по себе могла являться причиной войны. Возмещение военных потерь посредством наложения контрибуции особое развитие получило в эпоху Коалиционных войн против Наполеона. Наполеон не заключил ни одного мирного договора, не выговорив контрибуции, кроме Тильзитского мира по которому Российская империя её не платила. В ответ в 1815 году союзники, в свою очередь, наложили на потерпевшую поражение Францию огромную контрибуцию.

## Исторические примеры
Как указано выше, контрибуции активно использовались Францией во время правления Наполеона. При нём не было заключено ни одного мирного договора, в котором не оговаривалась бы контрибуция. В период с 1795 по 1808 годы Франция получила более двадцати контрибуций на общую сумму 535 млн франков. Из них наибольшие суммы отдали Голландия в 1795 году (210 млн) и Пруссия в 1808 году (120 млн). Но в 1815 году участниками Седьмой антифранцузской коалиции был подписан Парижский мирный договор, по которому Франция была обложена контрибуцией в размере 700 млн франков, которые обязана была отдать в течение пяти лет. До полной оплаты долга часть территории была оккупирована вооружёнными силами союзников в количестве 150 тысяч человек, содержание которой также оплачивалось Францией.
После того в мирных трактатах между европейскими державами долго нет речи о военных издержках, — можно было думать, что обычай выведет их из употребления в отношениях между европейскими державами. Войны в Европе 1853 — 1856, 1859 и 1864 годов окончились без контрибуций. Их возобновила Пруссия с началом Австро-прусской войны в 1866 году: по окончании семинедельной войны с Австрией, Пруссия по Пражскому мирному договору наложила на Австро-Венгрию контрибуцию в 20 млн прусских талеров. Пруссия довела практику контрибуций до крайних размеров в 1871 году: Франция должна была уплатить, не считая упомянутых выше поборов, 5 млрд франков. 

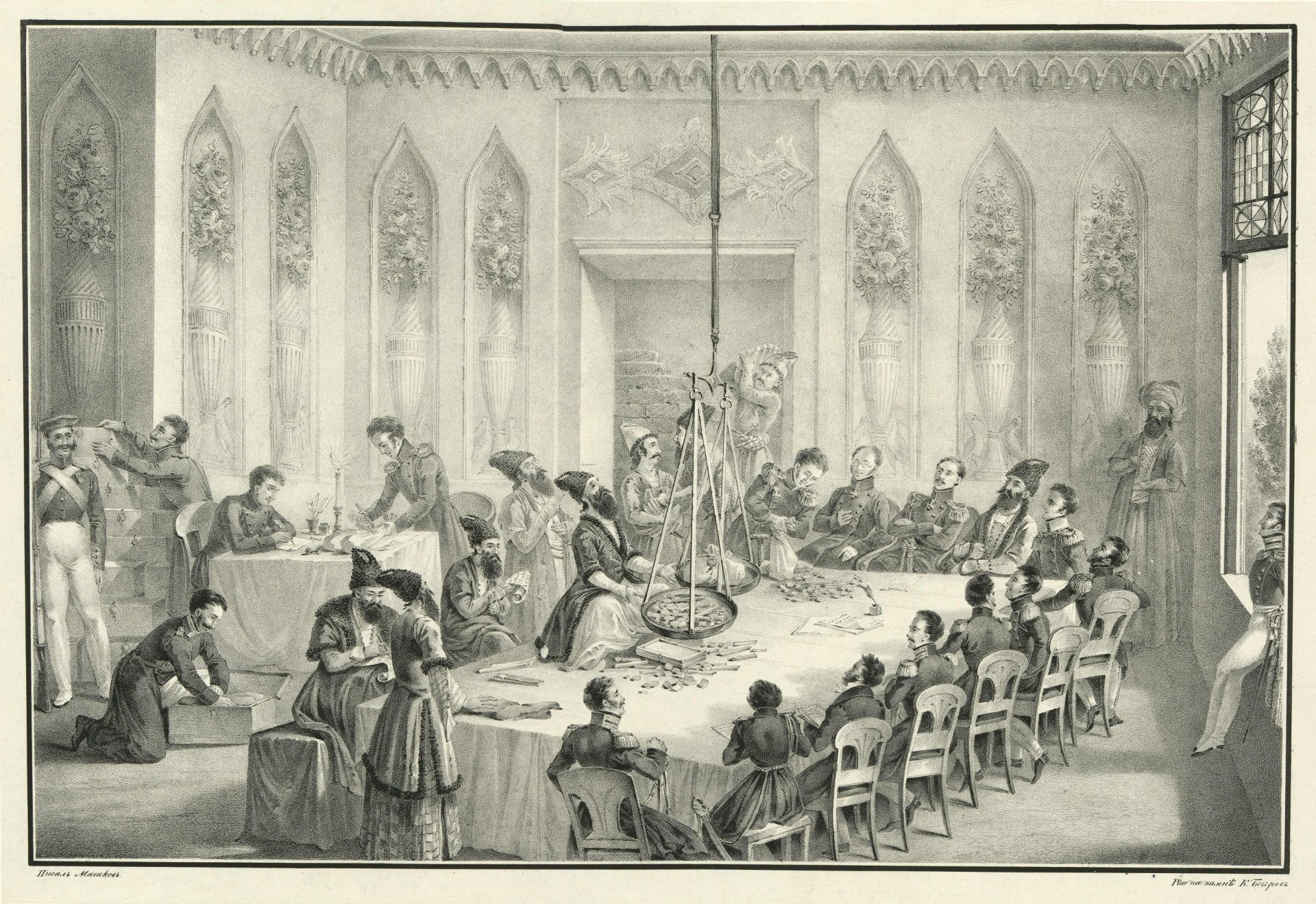
Персидская контрибуция в пользу России. 1828 год.

Сумма всех контрибуций за 100 лет с 1795 года составляет около 8 млрд франков (без китайской контрибуции в пользу Японии в 1895 году), — из них на долю Пруссии приходится 51,4 %. Контрибуция, наложенная Россией на Турцию после войны 1877 — 1878 годов (договора 1879 и 1882 годов), равнялась 802 млн франков. Кроме того, Турция вернула России южную часть Бессарабии, города Карс, Ардаган, Батум. Из более древних примеров использования контрибуции можно привести Дарданский мир, заключённый в 86 году до н. э. между Римом и Понтийским царством. Митридат VI Евпатор уходит с захваченных территорий в Малой Азии, предоставляет 80 кораблей и 3 000 талантов контрибуции. Византийский император Константин IV в 678 году заключил мир с халифом Муавией. Границы остались неизменными, но арабы обязались выплачивать Византии ежегодную контрибуцию. В 679 году воевал с болгарами хана Аспаруха, перешедшими Дунай. Потерпел неудачу и купил мир данью.
Под давлением общественного мнения и благодаря усилиям советских дипломатов державы Антанты при разработке Версальского договора формально отказались от контрибуций, заменив их репарациями. По соглашению, подписанному дополнительно к Брестскому миру в 1918 году, Россия обязалась выплатить Германии контрибуцию в 6 млрд марок. Кроме того, Россия теряла Польшу, Литву, Курляндию, Лифляндияю и Эстляндию, а к Турции отходили города Карс, Ардаган и Батум. Финляндия признавалась независимым государством. После Второй мировой войны мирные договоры 1947 года проводят принцип недопустимости контрибуций, а Женевская конвенция в 1949 году запрещает их взимание.

### Другие примеры
- Кипро-генуэзская война (1373—1374). Кипрское королевство обязалось выплатить огромные суммы для возмещения военных расходов Генуэзской республики.
- Война за испанское наследство (1701—1714). В 1712 году Жак Кассар взял с Суринама контрибуцию в 800 тыс. ливров, в следующем году с Курасао — выкуп в 115 тыс. пиастров.
- Русско-турецкая война (1768—1774) закончилась выплатой Турцией России военных контрибуций на сумму в 4 млн рублей.
- Нанкинский договор — договор, заключенный 29 августа 1842 года между Китаем и Великобританией, в результате поражения Китая в Первой опиумной войне. По этому договору Китай выплатил Великобритании контрибуцию в размере около 21 млн долл США.
- Русско-турецкая война (1877—1878): 3 марта 1878 года Абдул-Хамид II заключил предварительный договор в Сан-Стефано, по которому признаны независимыми Румыния, Сербия, болгарским провинциям дано самоуправление. России, Сербии и Черногории были переданы значительные территории, установлена контрибуция за военные издержки (фактически это уже репарации).
- Нёйиский договор был заключён между Болгарией и странами Антанты. Договор был подписан 27 ноября 1919 года в пригороде Парижа Нёйи-сюр-Сен. Сумма наложенной на Болгарию контрибуции составила 2,25 млрд франков золотом (407 млн долл.) или четверть национального достояния.